# Drummer Boy
Drummer Boy é um EP da banda Jars of Clay, lançado em 1995.
O disco atingiu o nº 3 do Heatseekers e o nº 101 da Billboard 200.
| Críticas profissionais                                                      | Críticas profissionais |
| Avaliações da crítica                                                       | Avaliações da crítica  |
| Fonte                                                                       | Avaliação              |
| --------------------------------------------------------------------------- | ---------------------- |
| Allmusic                                                                    | [ 2 ]                  |
| Esta tabela precisa de ser acompanhada por texto em prosa. Consulte o guia. |                        |

## Faixas

### Versão 1995
1. "Little Drummer Boy"[3](Katherine K. Davis, Henry Onorati, Harry Simeone)
2. "God Rest Ye Merry Gentlemen"
3. "He" (Versão acústica) (Charlie Lowell, Dan Haseltine, Matt Odmark, Stephen Mason, Matt Bronlewee)
4. "The Little Drummer Boy" (Grinch Mix) (Katherine K. Davis, Henry Onorati, Harry Simeone)

### Versão 1997
1. "The Little Drummer Boy"[3](Davis, Onorati, Simeone) - 4:24
2. "The Little Drummer Boy" [Grinch Mix] (Davis, Onorati, Simeone) - 4:48
3. "Blind" [Fluffy Sav Mix][4](Jars of Clay) - 5:08
4. "Wicker Baskets" (Jars of Clay) - 2:55

## Créditos
- Dan Haseltine – Vocal, teclados
- Stephen Mason – Guitarra, vocal de apoio, baixo
- Charlie Lowell – Teclados
- Matt Bronleewe – Guitarra